# Ann-Mette Elten
Ann-Mette Elten (Aalborg, 20 giugno 1956) è una cantante danese.

## Biografia
Ann-Mette Elten è salita alla ribalta negli anni '80 come cantante del gruppo På Slaget 12, con cui ha pubblicato una dozzina di dischi. Nel 1999 ha avviato la sua carriera come solista con l'album Refrain, che ha raggiunto la 3ª posizione della classifica danese ed è stato certificato disco di platino con oltre 50 000 copie vendute a livello nazionale. Da allora da solista ha piazzato altri sei album nella classifica danese, fra cui due in top 10.

## Discografia

### Album in studio
- 1999 – Refrain
- 2000 – Hot Hot
- 2006 – Solo
- 2007 – Vær velkommen
- 2009 – Close to You
- 2012 – Adagio - 12 klassiske sange
- 2019 – Sange til jul

### Raccolte
- 2010 – Portræt - De 30 bedste sange og duetter

### Singoli
- 1999 – Bornholms stemme (con Otto Brandenburg)
- 1999 – Sukiyaki
- 2006 – Den allerførste gang
- 2007 – Vågn op
- 2007 – Op al den ting